# Lucius Pompeius Senior

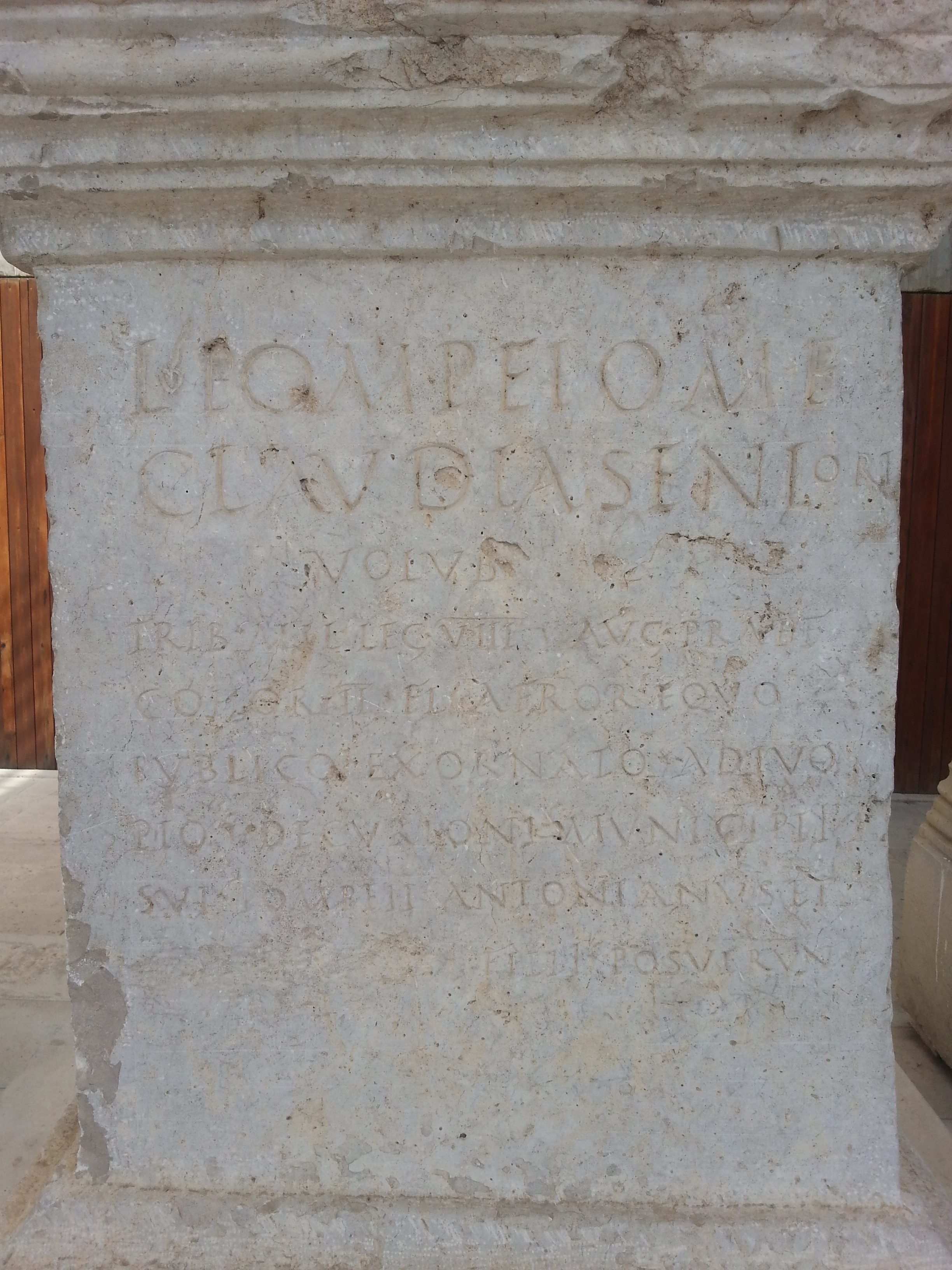
Die Inschrift

Lucius Pompeius Senior (vollständige Namensform Lucius Pompeius Marci filius Claudia Senior) war ein im 2. Jahrhundert n. Chr. lebender Angehöriger des römischen Ritterstandes (Eques).
Durch eine Inschrift, die in Volubilis gefunden wurde und die auf 161/180 datiert wird, ist die militärische Laufbahn (siehe Tres militiae) von Pompeius Senior bekannt. Er wurde während der Regierungszeit von Antoninus Pius (138–161) in den Ritterstand aufgenommen (equo publico exornato a divo Pio) und war im Anschluss Kommandeur (Praefectus) der Cohors II Flavia Afrorum, die in der Provinz Africa stationiert war. Danach diente er als Tribun in der Legio VIII Augusta, die ihr Hauptlager in Argentoratum in der Provinz Germania superior hatte.
Pompeius Senior war in der Tribus Claudia eingeschrieben. Er stammte aus Volubilis und war in seiner Heimatstadt Decurio (decurioni municipii sui). Die Inschrift wurde durch seine beiden Söhne Pompeius Antonianus und Pompeius Manlianus errichtet.